# Mario Bruschera
Mario Bruschera (* 16. April 1887 in Mailand; † 23. Februar 1968 ebenda) war ein italienischer Radrennfahrer.

## Sportliche Laufbahn
Bruschera war im Straßenradsport aktiv. 1909, in seinem ersten Jahr als Profi für das Radsportteam Atala, gewann er die Coppa Val d’Olona und wurde Vizemeister im Straßenrennen hinter Dario Beni. 1910 gewann er zwei Etappen im Rennen Rom–Neapel–Rom und gewann die Gesamtwertung des Etappenrennens. In der folgenden Saison 1911 siegte er in der Piemont-Rundfahrt. 1912 gewann er die Coppa San Giorgio.